# Championnat de France féminin de rugby à XV 2022-2023
Navigation
Élite 1 2021-2022 Élite 1 2023-2024
Le championnat de France féminin de rugby à XV 2022-2023 ou Élite 1 2022-2023 est la cinquante-deuxième édition du championnat de France féminin de rugby à XV. Il oppose les douze meilleures équipes féminines françaises de rugby à XV.
La saison se déroule selon une formule composée d'une phase qualificative avec 2 poules de 6 équipes, d'une phase de play-down, et d'une phase finale. À l'issue de la phase de play-down, une équipe est reléguée en deuxième division.
Comme les joueuses internationales disputent la Coupe du monde féminine de rugby à XV en Nouvelle-Zélande d'octobre à novembre, le championnat commence en décembre 2022. Les équipes disputent les quatre premières journées de la Coupe de France féminine de rugby à XV d'octobre à novembre.
Les Lionnes du Stade bordelais remportent la compétition en battant Blagnac rugby en finale le 10 juin 2023 ; le RC Chilly-Mazarin, qui a déclaré forfait en cours de compétition, est l'équipe reléguée.

## Participants
Pour la saison 2022-2023, l'Élite 1 est constituée des douze clubs du championnat Élite 1 2021-2022 maintenus.
| \| Blagnac Bobigny Bordeaux Chilly-Mazarin Grenoble Villeneuve-d'Ascq Lons Lyon Montpellier Romagnat Rennes Toulouse \| Localisation des clubs (2022-2023). |
| Blagnac Bobigny Bordeaux Chilly-Mazarin Grenoble Villeneuve-d'Ascq Lons Lyon Montpellier Romagnat Rennes Toulouse                                           |

| Club                               | Dernière montée | Classement en 2021-2022 | Entraîneur                                            | Stade                                        | Capacité théorique |
| ---------------------------------- | --------------- | ----------------------- | ----------------------------------------------------- | -------------------------------------------- | ------------------ |
| Blagnac rugby féminin              | 2009            | 1re (poule 2)           | Nicolas Tranier Laurent Tranier                       | Stade Ernest-Argelès                         | 4 000              |
| AC Bobigny 93 rugby                | 2012            | 4e (poule 1)            | Alexandre Gau                                         | Stade Henri-Wallon                           | 1 000              |
| Stade bordelais                    | 2018            | 2e (poule 2)            | Florent Torregaray Fabrice Nivart Nicolas Travouillon | Stade Chaban-Delmas                          | 34 694             |
| RC Chilly-Mazarin                  | 2019            | 5e (poule 2)            | Alain Fior Ivan Dury                                  | Complexe sportif Jesse-Owens                 |                    |
| FC Grenoble                        | 2018            | 3e (poule 1)            | Emmanuel Pellorce Jean-Noël Perrin Léo Brissaud       | Stade Lesdiguières                           | 12 650             |
| Lons Section paloise               | 2018            | 6e (poule 1)            | Laurent Vitalla Christophe Barraqué                   | Stade du Bourg (complexe Georges Martin)     |                    |
| LOU rugby                          | 2019            | 4e (poule 2)            | Jean-Matthieu Alcalde                                 | Plaine des Jeux de Gerland                   |                    |
| Montpellier RC                     | 2005            | 3e (poule 1)            | Stéphane Ferriere Armand Mardon                       | Stade Sabathé Stade Éric-Béchu               | 8 000 500          |
| Stade rennais rugby                | 2005            | 5e (poule 1)            | Anne Berville                                         | Stade du Commandant Bougouin                 | 4 000              |
| ASM Romagnat                       | 2016            | 2e (poule 1)            | Fabrice Ribeyrolles Vincent Fargeas                   | Stade Michel-Brun                            | 500                |
| Stade toulousain                   | 2015            | 1re (poule 1)           | Olivier Marin Pascal Belaubre Rémi Fabre              | Stade Ernest-Wallon                          | 19 500             |
| Stade villeneuvois Lille Métropole | 2011            | 6e (poule 2)            | Cyril Fouda Alexandra Pertus                          | Stade Emmanuel-Thery Stadium Lille Métropole | 18 500             |

Le 23 février 2023, le RC Chilly-Mazarin déclare forfait pour le reste de la saison d'Élite 1 féminine. Alors dernier de sa poule avec 0 point et avec 22 joueuses blessées, le club n'est plus en mesure d'aligner une équipe pour les dernières journées du championnat et préfère déclarer forfait pour protéger la santé de son effectif.

## Résumé des résultats

### Classement de la phase qualificative
La compétition se déroule sous la forme de deux poules de six équipes, établies sur critère de niveau sportif à partir des classements 2021-2022, en matchs « aller-retour ». Les matchs sont programmés du 10 décembre 2022 au 13 mai 2023.
Une bonification de 3 points au classement du championnat d'Élite 1 est accordée aux équipes qui auront participé à l'ensemble des rencontres de la phase qualificative de la Coupe de France féminine de rugby à XV.

#### Poule 1
| Rang | Club                 | J  | V | N | D  | Bo | Bd | Pm  | Pe  | Diff | Pts |
| ---- | -------------------- | -- | - | - | -- | -- | -- | --- | --- | ---- | --- |
| 1    | Stade bordelais      | 10 | 9 | 0 | 1  | 7  | 1  | 315 | 81  | +234 | 47  |
| 2    | Montpellier RC       | 10 | 8 | 0 | 2  | 4  | 1  | 220 | 91  | +129 | 40  |
| 3    | Stade toulousain (T) | 10 | 6 | 0 | 4  | 4  | 2  | 211 | 113 | +98  | 33  |
| 4    | Lons Section paloise | 10 | 4 | 0 | 6  | 2  | 1  | 105 | 209 | -104 | 22  |
| 5    | Stade rennais        | 10 | 3 | 0 | 7  | 2  | 0  | 133 | 240 | -107 | 17  |
| 6    | RC Chilly-Mazarin    | 10 | 0 | 0 | 10 | 0  | 0  | 0   | 250 | -250 | 3   |

Toutes les équipes de la poule ont obtenu une bonification de 3 points au classement pour avoir participé à l'ensemble des rencontres de la phase qualificative de la Coupe de France.
|  | Qualifié pour la phase finale       |
|  | Qualifié pour la phase de play-down |
|  | Forfait général                     |
|  | T : tenant du titre 2022            |

#### Poule 2
| Rang | Club               | J  | V | N | D | Bo | Bd | Pm  | Pe  | Diff | Pts |
| ---- | ------------------ | -- | - | - | - | -- | -- | --- | --- | ---- | --- |
| 1    | Blagnac RF         | 10 | 9 | 0 | 1 | 8  | 0  | 337 | 111 | +226 | 47  |
| 2    | FC Grenoble        | 10 | 7 | 0 | 3 | 4  | 0  | 225 | 161 | +64  | 35  |
| 3    | ASM Romagnat       | 10 | 6 | 0 | 4 | 0  | 2  | 205 | 189 | +16  | 29  |
| 4    | AC Bobigny 93      | 10 | 3 | 0 | 7 | 1  | 2  | 135 | 223 | -88  | 18  |
| 5    | Stade villeneuvois | 10 | 3 | 0 | 7 | 0  | 3  | 159 | 255 | -96  | 18  |
| 6    | Lyon OU            | 10 | 2 | 0 | 8 | 0  | 3  | 92  | 225 | -133 | 14  |

Toutes les équipes de la poule ont obtenu une bonification de 3 points au classement pour avoir participé à l'ensemble des rencontres de la phase qualificative de la Coupe de France.
|  | Qualifié pour la phase finale       |
|  | Qualifié pour la phase de play-down |
|  | T : tenant du titre 2022            |

### Phase finale
|  | Quarts de finale     | Quarts de finale                            |                 |    | Demi-finales                                | Demi-finales                                |  |  | Finale                                            | Finale                                            |
|  | Quarts de finale     | Quarts de finale                            |                 |    | Demi-finales                                | Demi-finales                                |  |  | Finale                                            | Finale                                            |
|  |                      |                                             |                 |    |                                             |                                             |  |  |                                                   |                                                   |
|  | 21 mai 2023          | 21 mai 2023                                 |                 |    | 3 juin 2023 au Stade des Pérouses, Romagnat | 3 juin 2023 au Stade des Pérouses, Romagnat |  |  | 10 juin 2023 au Stade Sainte-Germaine, Le Bouscat | 10 juin 2023 au Stade Sainte-Germaine, Le Bouscat |
|  | 21 mai 2023          | 21 mai 2023                                 |                 |    | 3 juin 2023 au Stade des Pérouses, Romagnat | 3 juin 2023 au Stade des Pérouses, Romagnat |  |  | 10 juin 2023 au Stade Sainte-Germaine, Le Bouscat | 10 juin 2023 au Stade Sainte-Germaine, Le Bouscat |
|  | Stade bordelais      | 34                                          |                 |    | 3 juin 2023 au Stade des Pérouses, Romagnat | 3 juin 2023 au Stade des Pérouses, Romagnat |  |  | 10 juin 2023 au Stade Sainte-Germaine, Le Bouscat | 10 juin 2023 au Stade Sainte-Germaine, Le Bouscat |
|  | Stade bordelais      | 34                                          |                 |    | 3 juin 2023 au Stade des Pérouses, Romagnat | 3 juin 2023 au Stade des Pérouses, Romagnat |  |  | 10 juin 2023 au Stade Sainte-Germaine, Le Bouscat | 10 juin 2023 au Stade Sainte-Germaine, Le Bouscat |
|  | AC Bobigny 93        | 19                                          |                 |    | 3 juin 2023 au Stade des Pérouses, Romagnat | 3 juin 2023 au Stade des Pérouses, Romagnat |  |  | 10 juin 2023 au Stade Sainte-Germaine, Le Bouscat | 10 juin 2023 au Stade Sainte-Germaine, Le Bouscat |
|  | AC Bobigny 93        | 19                                          | Stade bordelais | 19 |                                             |                                             |  |  | 10 juin 2023 au Stade Sainte-Germaine, Le Bouscat | 10 juin 2023 au Stade Sainte-Germaine, Le Bouscat |
|  | 20 mai 2023          |                                             | Stade bordelais | 19 |                                             |                                             |  |  | 10 juin 2023 au Stade Sainte-Germaine, Le Bouscat | 10 juin 2023 au Stade Sainte-Germaine, Le Bouscat |
|  |                      | Stade toulousain                            | 15              |    |                                             |                                             |  |  | 10 juin 2023 au Stade Sainte-Germaine, Le Bouscat | 10 juin 2023 au Stade Sainte-Germaine, Le Bouscat |
|  | FC Grenoble          | Stade toulousain                            | 15              | 36 |                                             |                                             |  |  | 10 juin 2023 au Stade Sainte-Germaine, Le Bouscat | 10 juin 2023 au Stade Sainte-Germaine, Le Bouscat |
|  | FC Grenoble          |                                             |                 | 36 |                                             |                                             |  |  | 10 juin 2023 au Stade Sainte-Germaine, Le Bouscat | 10 juin 2023 au Stade Sainte-Germaine, Le Bouscat |
|  | Stade toulousain     | 36                                          |                 |    |                                             |                                             |  |  | 10 juin 2023 au Stade Sainte-Germaine, Le Bouscat | 10 juin 2023 au Stade Sainte-Germaine, Le Bouscat |
|  | Stade toulousain     | 36                                          | Stade bordelais | 27 |                                             |                                             |  |  |                                                   |                                                   |
|  | 20 mai 2023          |                                             | Stade bordelais | 27 |                                             |                                             |  |  |                                                   |                                                   |
|  |                      | Blagnac Rugby                               | 23              |    |                                             |                                             |  |  |                                                   |                                                   |
|  | Blagnac Rugby        | Blagnac Rugby                               | 23              | 57 |                                             |                                             |  |  |                                                   |                                                   |
|  | Blagnac Rugby        | 3 juin 2023 au Stade des Pérouses, Romagnat |                 | 57 |                                             |                                             |  |  |                                                   |                                                   |
|  | Lons Section paloise | 0                                           |                 |    |                                             |                                             |  |  |                                                   |                                                   |
|  | Lons Section paloise | 0                                           | Blagnac Rugby   | 17 |                                             |                                             |  |  |                                                   |                                                   |
|  | 20 mai 2023          |                                             | Blagnac Rugby   | 17 |                                             |                                             |  |  |                                                   |                                                   |
|  |                      | ASM Romagnat                                | 8               |    |                                             |                                             |  |  |                                                   |                                                   |
|  | Montpellier RC       | ASM Romagnat                                | 8               | 8  |                                             |                                             |  |  |                                                   |                                                   |
|  | Montpellier RC       |                                             |                 | 8  |                                             |                                             |  |  |                                                   |                                                   |
|  | ASM Romagnat         | 27                                          |                 |    |                                             |                                             |  |  |                                                   |                                                   |
|  | ASM Romagnat         | 27                                          |                 |    |                                             |                                             |  |  |                                                   |                                                   |

#### Quarts de finale
| 20 mai 2023 19 h | Montpellier RC                                      | 8 - 27 (8 - 15) | ASM Romagnat                                       | Stade Sabathé, Montpellier Arbitre : Mélissa Lebœuf |
| 20 mai 2023 19 h | Essai(s) : 1 Pénalité(s) : 1 Carton(s) jaune(s) : 2 |                 | Essai(s) : 4 Transformation(s) : 2 Pénalité(s) : 1 | Stade Sabathé, Montpellier Arbitre : Mélissa Lebœuf |
| 20 mai 2023 19 h |                                                     |                 |                                                    | Stade Sabathé, Montpellier Arbitre : Mélissa Lebœuf |

| 21 mai 2023 15 h | Stade bordelais                                    | 34 - 19 (22 - 12) | AC Bobigny 93                                             | Stade Chaban-Delmas, Bordeaux Arbitre : Nathalie Millet |
| 21 mai 2023 15 h | Essai(s) : 5 Transformation(s) : 3 Pénalité(s) : 1 |                   | Essai(s) : 3 Transformation(s) : 2 Carton(s) jaune(s) : 2 | Stade Chaban-Delmas, Bordeaux Arbitre : Nathalie Millet |
| 21 mai 2023 15 h |                                                    |                   |                                                           | Stade Chaban-Delmas, Bordeaux Arbitre : Nathalie Millet |

| 21 mai 2023 15 h | FC Grenoble                                                               | 36 - 36 (14 - 19) | Stade toulousain                   | Stade Lesdiguières, Grenoble Arbitre : Bérénice Loubet |
| 21 mai 2023 15 h | Essai(s) : 5 Transformation(s) : 4 Pénalité(s) : 1 Carton(s) jaune(s) : 1 |                   | Essai(s) : 6 Transformation(s) : 3 | Stade Lesdiguières, Grenoble Arbitre : Bérénice Loubet |
| 21 mai 2023 15 h |                                                                           |                   |                                    | Stade Lesdiguières, Grenoble Arbitre : Bérénice Loubet |

| 21 mai 2023 15 h | Blagnac Rugby                                      | 57 - 0 (29 - 0) | Lons Section paloise   | Stade Ernest-Argelès, Blagnac Arbitre : Méline Roelandt |
| 21 mai 2023 15 h | Essai(s) : 8 Transformation(s) : 7 Pénalité(s) : 1 |                 | Carton(s) jaune(s) : 3 | Stade Ernest-Argelès, Blagnac Arbitre : Méline Roelandt |
| 21 mai 2023 15 h |                                                    |                 |                        | Stade Ernest-Argelès, Blagnac Arbitre : Méline Roelandt |

#### Demi-finales
| 3 juin 2023 14 h | Stade bordelais                                    | 19 - 15 (9 - 3) | Stade toulousain                                   | Stade des Pérouses, Romagnat Arbitre : Doriane Domenjo |
| 3 juin 2023 14 h | Essai(s) : 1 Transformation(s) : 1 Pénalité(s) : 4 |                 | Essai(s) : 2 Transformation(s) : 1 Pénalité(s) : 1 | Stade des Pérouses, Romagnat Arbitre : Doriane Domenjo |
| 3 juin 2023 14 h |                                                    |                 |                                                    | Stade des Pérouses, Romagnat Arbitre : Doriane Domenjo |

| 3 juin 2023 16 h 30 | Blagnac Rugby                                       | 17 - 8 (14 - 3) | ASM Romagnat                                        | Stade des Pérouses, Romagnat Arbitre : Alexandra Ferré |
| 3 juin 2023 16 h 30 | Essai(s) : 1 Pénalité(s) : 4 Carton(s) jaune(s) : 2 |                 | Essai(s) : 1 Pénalité(s) : 1 Carton(s) jaune(s) : 1 | Stade des Pérouses, Romagnat Arbitre : Alexandra Ferré |
| 3 juin 2023 16 h 30 |                                                     |                 |                                                     | Stade des Pérouses, Romagnat Arbitre : Alexandra Ferré |

#### Finale
| 10 juin 2023 17 h | Stade bordelais                                                           | 27 - 23 (8 - 13) | Blagnac Rugby                                                             | Stade Sainte-Germaine, Le Bouscat environ 4 000 spectateurs Arbitre : Mélissa Lebœuf |
| 10 juin 2023 17 h | Essai(s) : 4 Transformation(s) : 2 Pénalité(s) : 1 Carton(s) jaune(s) : 2 |                  | Essai(s) : 2 Transformation(s) : 2 Pénalité(s) : 3 Carton(s) jaune(s) : 3 | Stade Sainte-Germaine, Le Bouscat environ 4 000 spectateurs Arbitre : Mélissa Lebœuf |
| 10 juin 2023 17 h |                                                                           |                  |                                                                           | Stade Sainte-Germaine, Le Bouscat environ 4 000 spectateurs Arbitre : Mélissa Lebœuf |

| Stade bordelais · Titulaires · Morgane Bourgeois 13e 50e 80e 15 · Nassira Konde 31e 14 · Montserrat Amédée 34e 13 · Rose Thomas 68e 12 · Méline Puech 11 · Carla Arbez 10 · Justine Pelletier 9 · Fabiola Forteza 8 · Emma Roubinet 61e 7 · Julie Annery 79e 6 · Jennifer Vander Elst 61e 5 · Mabinty Sylla 22e 49e 4 · Assia Khalfaoui 3 · Agathe Sochat 60e 2 · Annaëlle Deshayes 80e 1 · Remplaçants · Laurine Bordes 16 · Maïlys Borak 80e 17 · Adèle Besson 61e 18 · Elsa Peyras 61e 19 · Louise Marzin 20 · Aubane Rousset 68e 21 · Loreleï Hellrigel 22 · Laura Morelle 23 · Entraîneur · Fabien Torregaray et Fabrice Nivart |  |  |  | Blagnac Rugby · Titulaires · 15 Émilie Boulard · 14 Mélissande Llorens 20e, 44e · 13 Gabrielle Vernier · 12 Audrey Abadie 21e 29e 35e 44e 53e 62e, 75e · 11 Marie Dupouy · 10 Lina Queyroi 75e · 9 Élodie Martin 75e · 8 Charlotte Escudero 80e · 7 Marjorie Mayans 48e · 6 Axelle Berthoumieu 66e · 5 Nawel Khaiza 62e · 4 Audrey Forlani · 3 Clara Joyeux 75e · 2 Kenza Necer 80e · 1 Coco Lindelauf 42e 62e · Remplaçants · 16 Laura Belebbad 62e 76e · 17 Marie Grasset 80e · 18 Maëlle Picut 62e · 19 Cyrielle Auge 66e · 20 Emma Lechardoy 75e · 21 Claire Sarfati 62e · 22 Clémentine Pages 80e · 23 Anaïs Dubreuil 75e · Entraîneur · Laurent Tranier et Nicolas Tranier |

### Phase de play-down
Après le forfait général du RC Chilly-Mazarin, la phase de play-down est annulée. Cette deuxième  phase devait déterminer le club relégué. Le RC Chilly-Mazarin descend en Fédérale 1.
1er tour
Les vainqueurs de ces rencontres devaient être maintenus en Élite 1. Les perdants auraient participé au 2d tour de la phase de play-down.
|  | Stade rennais rugby | annulé | Lyon OU |  |
|  |                     |        |         |  |
|  |                     |        |         |  |

|  | Stade villeneuvois | annulé | RC Chilly-Mazarin (forfait) |  |
|  |                    |        |                             |  |
|  |                    |        |                             |  |

2d tour
Les perdants de 1er tour devaient s'affronter en match aller-retour et le vainqueur de cette confrontation aurait été maintenu en Élite 1 et le perdant relégué en Élite 2.

## Résultats détaillés

### Phase qualificative

#### Poule 1
| Résultats (▼dom., ►ext.) | BOR   | CHI  | LON   | MON   | REN   | TOU   |
| Stade bordelais          | —     | 78-0 | 45-0  | 25-3  | 42-8  | 29-13 |
| RC Chilly-Mazarin        | 0-53  | —    | 5-38  | 0-25  | 7-46  | 0-25  |
| Lons Section paloise     | 0-30  | 25-0 | —     | 12-15 | 24-15 | 6-3   |
| Montpellier RC           | 16-14 | 63-0 | 25-0  | —     | 54-5  | 25-12 |
| Stade rennais            | 17-50 | 25-0 | 32-10 | 3-15  | —     | 0-11  |
| Stade toulousain         | 24-30 | 25-0 | 44-3  | 20-17 | 34-3  | —     |

- Victoire à domicile
- Match nul
- Victoire à l'extérieur

#### Poule 2
| Résultats (▼dom., ►ext.)     | BLA   | BOB   | GRE   | LYO   | ROM   | VIL   |
| Blagnac RF                   | —     | 47-5  | 29-10 | 45-3  | 29-21 | 40-7  |
| AC Bobigny 93                | 0-25  | —     | 15-29 | 17-10 | 24-25 | 20-21 |
| FC Grenoble                  | 21-40 | 20-11 | —     | 38-3  | 27-12 | 18-16 |
| Lyon olympique universitaire | 10-28 | 5-6   | 0-26  | —     | 19-21 | 17-13 |
| ASM Romagnat                 | 24-22 | 29-8  | 20-10 | 19-7  | —     | 29-35 |
| Stade villeneuvois           | 10-32 | 12-29 | 15-26 | 12-18 | 8-5   | —     |

- Victoire à domicile
- Match nul
- Victoire à l'extérieur